# رئيس سيراليون
رئيس جمهورية سيراليون هو المنصب الأعلى في جمهورية سيراليون، ورئيس أركان القُوات المُسلحة السيراليونية. يشغل المنصب حالياً الرئيس جوليوس مادا بيو.
بصفته رئيس السلطة التنفيذية لحكومة سيراليون، يقوم الرئيس بتنفيذ القوانين التي يُقرها البرلمان. للرئيس نفوذ خاص على أعضاء حزبه في للبرلمان. يُعين الرئيس قضاة السلطة القضائية في سيراليون، بما في ذلك قُضاة المحكمة العليا ومحاكم الاستئناف، وهي صلاحية يكفلها الدستور للرئيس. كما يترأس الرئيس مجلس وزراء، مع ضرورة مُوافقة البرلمان على أعضاء هذا الأخير. الرئيس هو الشخص الأقوى والأكثر نفوذاً في حكومة سيراليون، ويُشار إليه بلقب «فخامة الرئيس».
يُنتخب الرئيس في سيراليون عن طريق الاقتراع المُباشر، وتتكون الولاية الواحدة للحُكم من خمس سنوات. يحق للرئيس المُنتخب البقاء في منصبه لمُدة ولايتين رئاسيتين كحد أقصى. لا يُشترط في الولايتين أن تكونا على التوالي، فمثلا إن غادر الرئيس الحالي جوليوس مادا بيو المنصب في 2023، يحق له الترشح مرة أُخرى 2028، لكن عليه مُغادرة المنصب للأبد بحلول سنة 2033.

## الانتخابات
يجب على كُل شخص أراد الترشح لمنصب رئيس سيراليون، أن يكون مواطنا سيراليونيا بالولادة، وأن يبلُغ سنه 40 عامًا على الأقل، ويُتقن اللغة الإنجليزية قراءة وتحدثا، وأن يكون عُضوا في حزب سياسي، ولديه المؤهلات اللازمة لانتخابه في البرلمان. لكي يفوز المُرشح في انتخابات الرئاسة، يجب عليه الحصول على نسبة 55 بالمائة على الأقل من الأصوات حتى يفوز من الدور الأول. إذا لم يحصل أي مرشح على نسبة 55 في المائة في الجولة الأولى، تُعقد جولة ثانية بين المُرشحين الأول والثاني الذين حصلا على أكبر عدد من الأصوات في الجولة الأولى. الرئيس الحالي لسيراليون هو جوليوس مادا بيو. أدى جوليوس بيو اليمين الدستورية كرئيس في 12 مايو 2018، بعد ثلاثة أسابيع من إعلان نتائج الانتخابات العامة في سيراليون لعام 2018.

## الإقامة
يُعد القصر الرئاسي في وسط العاصمة فريتاون، المقر الرسمي والرئيسي لإقامة الرئيس السيراليوني.
لدى رئيس سيراليون مقرين رسمين. الأول في ستايت لودج [الإنجليزية]، والذي يقع في حي سكني راق في الناحية الغربية من العاصمة فريتاون; أما الثاني فيقع في كاباسا لودج [الإنجليزية] في حي سكني راق في منطقة جوبا هيل في الناحية الغربية من العاصمة فريتاون.
يستخدم الرئيس الحالي جوليوس مادا بيو السكن الرئاسي في ستايت لودج [الإنجليزية] كمقر سُكناه الرئيسي. وهُو نفس مقر الإقامة الذي استخدمه الرئيس السابق أحمد تيجان كبه. أما الرئيسين جوزيف سيدو موموه وسياكا ستيفنز فقد استخدما كاباسا لودج [الإنجليزية] كمقر سُكناهم الرئيسي.

## الأمن والحماية
يتكلف الحرس الرئاسي السيراليوني بمُهمة حفظ أمن وسلامة رئيس سيراليون وفق نظام حراسة مشددة. يتكون الحرس الرئاسي من وحدة خاصة من جنود القوات المسلحة السيراليونية [الإنجليزية] ووحدة خاصة من ضباط الشرطة تابعة لقسم الدعم العملياتي في الشرطة السيراليونية [الإنجليزية].